# Héliodore d'Émèse
Pour les articles homonymes, voir Héliodore.
Œuvres principales
- Théagène et Chariclée

Héliodore d'Émèse (en grec : Ἡλιόδωρος ὁ Ἐμεσηνός) est un écrivain de langue grecque ayant vécu au IIIe  ou au IVe siècle, auteur d'un roman intitulé les Éthiopiques ou les Amours de Théagène et Chariclée.

## Éléments biographiques
Le seul élément certain qu'on possède est l'identification de l'auteur qui se trouve à la fin du roman : « Héliodore, Phénicien, d'Émèse, descendant du Soleil, fils de Théodose ». Toutefois,

« L'association des Phéniciens et des Arabes (probablement une façon de dénommer les Phéniciens de l'intérieur) dans la suite du Tyrien Cadmos montre que les dénominations « arabe » et « phénicien » sont à relativiser, et laisse penser qu'Héliodore d'Émèse a pu être considéré comme un « Arabe », alors même que l'auteur des Éthiopiques, peut-être en référence au caractère solaire de son œuvre, se désigne comme un Phénicien, mais aussi comme un Phénix, oiseau solaire par excellence, le mot grec Φοῖνιξ étant ambivalent. »

On lit dans l'Histoire ecclésiastique de Socrate de Constantinople (V, 22) : 

« J'ai appris qu'il y a encore une autre coutume en Thessalie : quand un clerc couche après son ordination avec la femme à laquelle il était auparavant marié légalement, il est déposé. […] L'auteur de cette règle fut Héliodore, évêque de Trikka, ville de Thessalie, dont on dit qu'il avait composé dans sa jeunesse une œuvre érotique intitulée Éthiopiques . »

 Dans le codex 73 de sa Bibliothèque, qu'il consacre à ce roman, Photius écrit : 

« L'auteur est un Phénicien d'Émèse, Héliodore fils de Théodose. On dit que par la suite il fut évêque. »

 Plus tard Nicéphore Calliste Xanthopoulos apporte des précisions (XII, 34) et affirme:

« Héliodore, ayant composé les Éthiopiques dans sa jeunesse, fut sommé par le synode de Thessalie, lorsqu'il était évêque, de les détruire ou d'abandonner l'épiscopat, et qu'il se démit de ses fonctions plutôt que de brûler son œuvre. »

L'opinion générale des spécialistes modernes est qu'il y a eu une confusion entre deux personnages homonymes, et qu'il n'y a aucun rapport entre l'auteur syrien des Éthiopiques et l'évêque de Thessalie. L'arrière-plan historique que l'on devine dans l'évocation qui est faite de l'Éthiopie, la coloration néo-pythagoricienne de l'œuvre et l'insistance sur la religion du soleil (à l'honneur sous le règne d'Aurélien) incitent à situer la date de la composition du roman dans la seconde moitié du IIIe siècle.